# Neadeloides
Neadeloides és un gènere d'arnes de la família Crambidae. Conté només una espècie, Neadeloides cinerealis, que es troba a l'Índia (Darjeeling).